# Roberto Weiss
Roberto Weiss (21 de enero de 1906-10 de agosto de 1969) fue un erudito e historiador italiano-británico, especialista en los contactos entre Inglaterra e Italia durante el período del Renacimiento.

## Vida

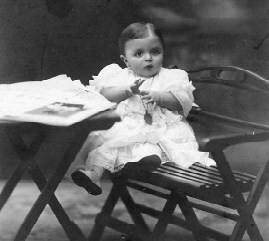
Roberto Weiss cerca 1909

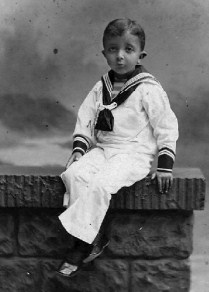
Roberto Weiss cerca 1911

Nació en Milán y se trasladó a Inglaterra a los veinte años debido al consejo de su padre, Eugenio Weiss, de continuar su educación y prepararse para una carrera en el servicio diplomático, estudiando Derecho en la Universidad de Oxford. Debido a que no le gustó la política del régimen fascista de Benito Mussolini,[cita requerida] se quedó en Inglaterra, y fue naturalizado británico en 1934. Estaba casado y tuvo cuatro hijos.
Debido a una gran amistad con su hijo, conocía y luego fue guiado por el escritor John Buchan.[cita requerida] Empezó enseñando en la University College de Londres (UCL) en 1938 donde se convirtió en Profesor de Italiano en 1946, y ahí se quedó hasta su muerte. También conocía la escritora inglesa Barbara Pym, quién lo retrató en su novela Some Tame Gazelle.
Un pionero en el estudio de humanismo temprano su primer libro, basado en su tesis, se llamó Humanism in England during the Fifteenth Century (Humanismo en Inglaterra durante el siglo quince). Se lo describió como «la mejor guía general a su tema», y la obra a la cual los otros se quedaron en su sombra siete décadas más tarde. Su último libro, publicado póstumamente después de su muerte, se llamó The Renaissance discovery of classical antiquity (El descubrimiento Renacentista de la antigüedad clásica) donde examinó los estudios anticuarios del Renacimiento, empezando con Petrarca y terminando con el saco de Roma.

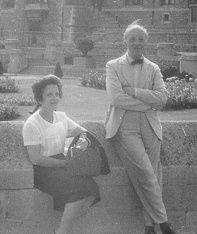
El autor con su hermana en Roma

El Departamento de italiano del UCL se desarrolló hasta ser uno de los centros más florecientes de sabiduría fuera de Italia, también considerado un enlace esencial en las relaciones anglo-italianas. En 1950 él halló una sección perdida de Trionfi de Petrarca. En 1951 dio una lección notable a la Academia Británica titulada The Greek Culture of South Italy in the later Middle Ages (La Cultura Griega de Italia del Sur en los fines de la edad media). Dejó una colección grande de medallas a sus hijos, quienes las prestó al museo Fitzwilliam en la Universidad de Cambridge. Su biblioteca personal es ya una parte importante de la colección de la historia del arte en la Universidad de Warwick. Fue galardonado con la medalla Serena. Ha tenido gran éxito con sus publicaciones después de su muerte en agosto de 1969.

## Libros publicados
Una bibliografía de las obras de Weiss fue publicado por Conor Francis Fahy & John D. Moores: "A list of the publications of Roberto Weiss, 1906-1969", en Italian studies, volumen 29 (1974), páginas 1–11.
- Humanism in England during the Fifteenth Century (1941; 2nd ed. 1957, 3rd ed. 1967)
- The dawn of humanism in Italy  (El amanecer del Humanismo en Italia) (1947; Italian edition: Il Primo secolo dell’umanesimo, 1949), ISBN 0-8383-0080-4
- Un umanista veneziano: Papa Paulo II (1958)
- The medals of Pope Sixtus IV (1471-1484)  (Las medallas de papa Sixto IV (1961)
- The Renaissance discovery of classical antiquity (1969) ISBN 0-631-11690-7
- Medieval and humanist Greek: collected essays (La Grecia medieval y humanista: una colección de ensayos) (1977)
- Illustrium imagines: Incorporando una traducción en inglés de la Nota ISBN 0-934352-05-4